# Stuart (svensk adelsätt)

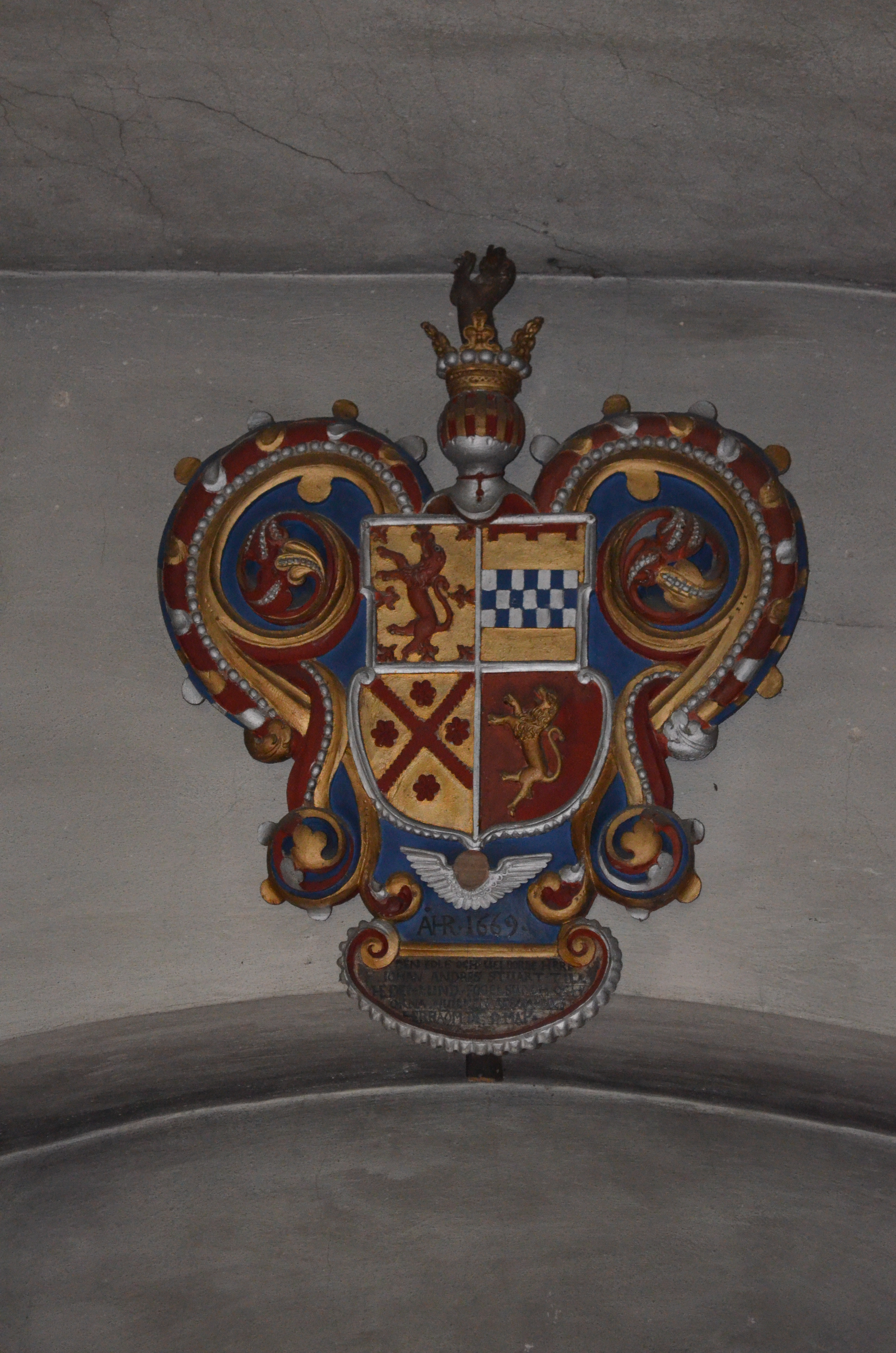
Epitafium över Johan Anders Stuart (nr 86), död 1669, i Vadsbro kyrka, Södermanland

Stuart är en högländsk skotsk uradlig ätt, omtalad redan på 1100-talet. En släktgren inkom till Sverige på 1560-talet som tillhör ätten Ochiltree av huset Stuart (Stuart av Ochiltree var en adelstitel i Skottland) och adlades i Sverige 1625, samt introducerades som nummer 86 samma år på Riddarhuset.
Ätten härstammar från en yngre gren efter Robert II av Skottland och dennes hustru Elizabeth Mure som dock aldrig blev drottning eftersom hon avled innan maken uppsteg på tronen. Deras ene son Robert Stuart, 1:e hertig av Albany, fick bland annat sonen Murdoch Stewart som efterträdde honom som hertig av Albany, och som fick sonen Walter Stewart (död 1425), vilken är stamfader till hela ätten Stuart av Ochiltree.
Släkten Stuart inkom till Sverige med bröderna, generalkrigskommissarien Hans (Johannes) Stuart (död 1618) samt översten och hovmästaren Anders Stuart den äldre (död 1640). Hans Stuart som efter sin ungdom i Frankrike och Tyskland, tillfångatogs av danskarna i Varberg och hölls som krigsfånge tills staden intogs av svenskarna under Nordiska sjuårskriget. Han fördes av dem till Uppsala, där han fick bördsbrev från kung Jakob VI av Skottland utfärdat 1579 12/10 i Edinburg och vapenbrev med vapenförbättring (hjärtskölden i det nuvarande vapnet) 1585 14/6 på Holyroods slott i Edinburgh, som påvisade att han tillhörde ätten Stuart. Han inträdde därefter i svensk tjänst, och blev först ryttmästare i Erik XIV:s sold, sedan kammarjunkare hos hertig Karl av Södermanland, överste för ett regemente som Stuart själv hade värvat i Skottland, och sist generalkvartermästare, general-krigskommissarie och generalmönsterherre. Av huvudmannen fick han tillåtelse att föra ättens vapen - tre silverstjärnor på blått fält - men med tillägget att tre stjärnor skulle föras också på hjälmen. 1582 förlänades han skattehemman i Södermanland, och bytte dessa mot frälsehemmanet Hedenlunda i Vadsbro socken. Johan Stuarts hustru Brita Eriksdotter tillhörde ätten Soop och hennes mor Månesköld af Seglinge. Deras dotter Märta blev stammoder för ätten Didron.
Med Märtas två bröder kom ätten att delas i två grenar. Äldre grenen utgår från kammarherren Anders Stuart (1589-1679) till Hedenlunda, och den yngre från kammarherren David Stuart den yngre (1595-1657) till Rockelstad, Walsund, Ramsberg och Farsta i Ytterjärna socken. Dessa båda introducerades år 1625 på Sveriges riddarhus med  nummer nr 54, nuvarande nr 86.
David Stuart var först gift med Anna Kruse af Elghammar, och två döttrar från det äktenskapet gifte sig till Livland, men ingen son förde ätten vidare på svärdssidan. Han gifte sedan om sig med Brita Nilsdotter Lilljeram som var dotter till Nils Chesnecopherus och Märta Anckar. Deras yngste son Carl Magnus Stuart till Farsta och Långbro var direktör över Fortifikationen, och upphöjdes till friherre år 1703 - sonen Carl Stuart introducerades sedermera på nummer 111, men han slöt den friherrliga ätten år 1742 på svärdssidan. Den yngre adliga ätten fortlevde från Carl Magnus äldre bror kammarherren Johan Robert Stuart till Rockelstad, Agnhammar och Anckarsnäs i dennes äktenskap med Beata Gyllenanckar vars mor tillhörde ätten Sparre af Rossvik. Deras son Gabriel Stuart var regementskvartermästare vid Närke och Värmlands regemente, och gift med Margareta Ysing, vars mor Christina var systerdotter till Börje Olofsson Cronberg och farfar Gerhard Ysing var en tysk borgare i Örebro som var brukspatron på Valåsen hammare. Från dem härstammar yngre grenen av ätten.
Kammarherren Anders Stuart till Hedenlunda, stamfadern för äldre grenen, fick en son och en dotter med änkan Margareta Heideman (d 1677 på säteriet Tummetorp i Skedevi socken). Barnen förklarades av drottning Kristina för äkta år 1652 sedan han låtit viga sig med modern. De oäkta omständigheterna ledde till svåra arvstvister med andra grenar av ätten. Sonen Johan Anders Stuart till Hedenlunda, Ellmora och Ökna var kammarherre, och gift med Ökna-tyskan, Anna von der Knop. När hon inflyttade till Sverige ifrågasattes hennes adliga börd av makens släktingar, men Karl XI medlade och förklarade att hennes obevisade börd inte skulle drabba hennes efterkommande. På svärdssidan fortlevde äldre grenen med Carl Stuart till Ökna och Pungsund - det senare ett gods som kom till hans ägo via hustrun Ebba Bagghufvud.

## Personer ur släkten
- Carl Magnus Stuart (ca 1650-1705), svensk friherre och generallöjtnant
- Hans Stuart  (1670-1719), kapten
- Gabriel Stuart (1685-1733), godsherre.
- Gustaf Magnus (f 1771)
- Gustaf Alfred Stuart (f 1864), kungligt kansliråd
- Harald Stuart (f 1868), jägmästare och disponent
- Allan Stuart (f 1895), Gymnastikdirektör och Major vid A6
- Magnus Stuart (f 1952), riksdagsledamot
- Johan Stuart (f 1981), statssekreterare (i statsrådsberedningen) hos statsministern 2022–